# Camera lucida
Et camera lucida er et optisk apparat, der blandt andet er blevet brugt som tegneredskab af kunstnere. Det blev patenteret i 1806 af William Hyde Wollaston, men det ser ud til, at camera lucida i den sammenhæng faktisk var en genopfindelse af et apparat, der var præcist beskrevet et par hundrede år tidligere af Johannes Kepler i Dioptrice (1611). I det 19. århundrede var Keplers beskrivelse imidlertid gået i glemmebogen, så ingen gjorde indvendinger mod Wollastons patentansøgning. Navnet "camera lucida" er Wollastons påfund (som angivet i Edmund Hoppe: Geschichte der Optik, Leipzig, 1926).
Et camera lucida skaber et optisk billede af det motiv, der bliver vist på den overflade, hvor kunstneren tegner. Kunstneren kan derfor se både scenen og tegneflade samtidig som ved en fotografisk dobbelteksponering. Dermed kan kunstneren overføre centrale dele fra scenen til tegnefladen og på den måde få hjælp til at gengive perspektivet præcist. Kunstneren kan endog se omridset af objekter i motivet.
Hvis der bruges hvidt papir, vil overførslen af scenen til papiret ikke fungere så godt, idet scenen bliver svær at se. Når man bruger et camera lucida er det derfor en fordel at bruge sort papir og tegne med en hvidstiftet blyant.
Camera lucida kan endnu i dag skaffes hos velassorterede leverandører af kunstartikler, men det er hverken særlig kendt eller brugt. Så sent som for få årtier siden blev det dog stadig anvendt i forbindelse med mikroskoper. Det er først for ganske nylig, at det er blevet økonomisk overkommeligt at lave fotos gennem mikroskoper, og selv om det blev muligt, var det stadig i mange tilfælde nemmere med et camera lucida at lave gode billeder af den struktur, som mikroskopanvenderen ønskede at vise, end med fototeknik. Så de fleste almindelige histologiske og mikroanatomiske illustrationer i lærebøger og videnskabelige skrifter blev lavet som camera lucida tegninger frem for fotografisk.
Ordet "camera lucida" (latin for "oplyst kammer") har tydeligvis til hensigt at erindre om det meget ældre tegneapparat camera obscura (latin for "mørkt kammer"). Der er dog ikke nogen optisk sammenhæng mellem de to apparater. Camera lucida er et let, bærbart apparat, der ikke kræver specielle lysforhold. Der bliver ikke projiceret noget billede af et camera lucida.
I den simpleste form af et camera lucida ser kunstneren ned på tegnefladen gennem et delvist forsølvet spejl, der er drejet 45°. Dette giver et sammensat billede bestående af et direkte kig på tegnefladen nedenfor og et reflekteret kig på den scene, der befinder sig horisontalt foran kunstneren. Apparatet omfatter ofte en svag negativlinse, der giver et virtuelt billede af scenen på omtrent samme afstand som tegnefladen, så begge kan ses i fokus samtidig.
Det originale camera lucida af Wollaston, som er vist på tegningen til højre, anvender en stående prisme. Den direkte og den reflekterede scene sammensættes ved at indstille apparatet, så kun halvdelen af pupillen i øjet E kigger gennem prismet og derved ser på tegnefladen P direkte. Den anden halvdel af ser et stående billede af scenen S, der reflekteres af to af siderne i prismet ABCD. Linserne L og/eller L' gør, at de optiske afstande på scenen og tegnefladen er ens.
Da fotopioneren William Fox Talbot var på bryllupsrejse i Italien i 1833, brugte han et camera lucida som skitseredskab. Han nævnte senere, at resultatet var skuffende, hvilket ansporede ham til at finde en udvej til at "skabe varige aftryk af disse naturlige billeder".
I 2001 skabte kunstneren David Hockney en voldsom polemik med sin bog Secret Knowledge: Rediscovering the Lost Techniques of the Old Masters. Heri hævder han, at fortidens store kunstnere som Ingres, Van Eyck og Caravaggio ikke arbejdede med frihåndsteknik, men var støttet af optiske apparater, især et arrangement med et konkavt spejl, der projicerede virkeligheden. Hans bevisførelse baserer sig udelukkende på billedernes egne karakterer. Hans værk kan give ny interesse i brugen af optiske apparater som hjælp til tegnekunst.

## Anvendelser af camera lucida
Danskeren Vilhelm Hammershøi har sandsynligvis anvendt camera lucida til i nogle af sine malerier at skabe et perspektiv, der giver mindelser om et fotografisk vidvinkels effekt .
Amerikaneren John James Audubons storværk The Birds of America blev i 1840'erne trykt i en formindsket udgave, hvor de talrige billeder blev nedskaleret ved hjælp af camera lucida.